# Open leesraam

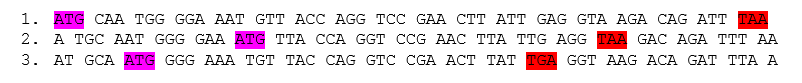
Voorbeeld van drie verschillende, mogelijke leesramen in het DNA. De startcodons zijn purper en de stopcodons rood gekleurd.

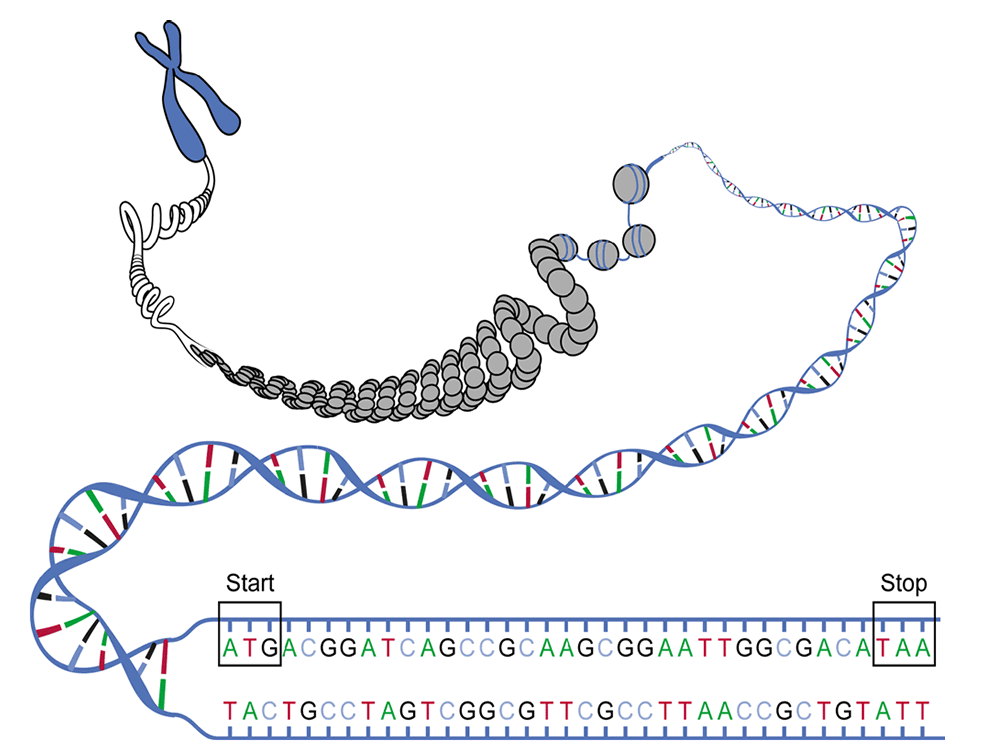
Schematische voorstelling van DNA met een open leesraam vanaf start- tot en met stopcodon. Dit voor eiwitten en peptiden coderende gedeelte wordt door niet te transleren gedeelten (untranslated regions (UTR)) geflankeerd, die ook naar het mRNA overgeschreven worden.

In de moleculaire genetica is in het DNA of RNA een open leesraam (Engels: open reading frame (ORF)) het gedeelte van het leesraam dat getranscribeerd (DNA) of getransleerd (mRNA) kan worden. Het bestaat uit tripletten. Het open leesraam begint met het startcodon en eindigt met het stopcodon. Een AUG- (in RNA) of ATG-startcodon (in DNA) geeft aan waar de translatie van het mRNA of de transcriptie van het DNA begint. De transcriptieterminatorplaats of translatieterminatorplaats ligt na het open leesraam, voorbij het stopcodon van de transcriptie of translatie. Als de translatie of transcriptie stopt voor het stopcodon wordt er geen volwaardig eiwit aangemaakt.
Wanneer de tripletten bij transcriptie gevolgd door translatie een aminozuur opleveren, worden ze een codogen (in DNA) respectievelijk een codon (in RNA) genoemd. Bij het aflezen kunnen leesramen elkaar overlappen, zoals in mitochondriaal DNA van zoogdieren, coderend voor gedeelten van genen voor twee subeenheden van ATPase.
Het GC-gehalte (guanine (G) en cytosine (C)) in DNA-gedeelten, die voor een gen coderen is vaak hoger dan de gebieden met bijvoorbeeld introns of regulerende sequenties. Deze eigenschap wordt gebruikt voor het zoeken naar functionele genen bij het sequencen van een genoom. Genoomsequencen bestaan uit miljoenen basen waartussen de open leesramen gevonden moeten worden. Het zoeken naar deze open leesramen wordt gedaan met behulp van computerprogramma's, zoals GLIMMER.

Open leesraam van de menselijke mitochondriale genen MT-ATP8 en MT-ATP6, die coderen voor de subeenheden 8 en 6 van ATPase. Er is een overlap van 46 nucleotiden. De DNA-tripletten zijn zwart weergegeven (posities 8.525 tot 8.580 in de sequentie NC_012920) Er zijn drie mogelijke leesramen in de 5' -> 3' voorwaartse richting, te beginnen op de eerste (+1), de tweede (+2) en derde (+3) positie. Voor elke triplet, aangegeven tussen vierkante haken, is het overeenkomstige aminozuur in de eenlettercode aangegeven. In het +1-raam voor MT-ATP8 (rood) of in het +3-raam voor MT-ATP6 (blauw). Het startcodon (blauwe cirkel om de M (het aminozuur methionine) voor MT-ATP6 is ATG in het +3 raam. Het stopcodon (rode stip) in het +1 raam voor MT-ATP8 is TAG. Veertien sensecodons overlappen de twee genen. Doordat beide genen verschillende open leesramen hebben, zijn de twee eiwitsequenties in het overlappende gedeelte verschillend.

Bij genen van eukaryoten met meerdere exons kan een open leesraam een intron bevatten. Deze wordt in het mRNA gesplicet.
Startcodons zijn in het DNA: 
- ATG (Adenine – Thymine – Guanine). Komt het meeste voor.
- TTG (Thymine – Thymine – Guanine)
- GTG (Guanine – Thymine – Guanine)
- CTG (Cytosine – Thymine – Guanine)

Startcodons zijn in het RNA:
- AUG (Adenine – Uracil – Guanine). Komt het meeste voor.
- GUG (Guanine – Uracil – Guanine)
- UUG (Uracil – Uracil – Guanine)
- AUA (Adenine – Uracil – Adenine)
- AUU (Adenine – Uracil – Uracil)

Stopcodons in het DNA zijn:
- TAA (Thymine – Adenine – Adenine)
- TAG (Thymine – Adenine – Guanine)
- TGA (Thymine – Guanine – Adenine)

Stopcodons zijn in het RNA:
- UAA (Uracil – Adenine – Adenine)
- UAG (Uracil – Adenine – Guanine)
- UGA (Uracil – Guanine – Adenine)

Een open leesraam codeert voor een peptide of een eiwit. Schizosaccharomyces pombe heeft bijvoorbeeld ongeveer 4.970 open leesramen.
Het coderende gedeelte wordt door niet te transleren gebieden (untranslated regions (5' UTR en 3' UTR)) geflankeerd, die ook naar het mRNA overgeschreven worden, maar bij de translatie niet getransleerd worden. In deze gebieden ligt belangrijke informatie voor de translatie van het open leesraam.
Het ribosoom begint bij het vormen van een eiwit met het aflezen (translatie) van het mRNA aan het 5'-eind tot het een startcodon tegenkomt. Vanaf deze plaats worden tijdens het verder aflezen aminozuren aan het eiwit gebonden totdat het ribosoom een stopcodon tegenkomt. Alles wat na het stopcodon zit is deel van het 3' UTR.
Schematisch:
```
       start-               stop-
       codon                codon

---------|-------------------|---------
5'-UTR      translerend RNA     3'-UTR
```

Bacteriële mRNA's bevatten vaak meerdere open leesramen in een transcriptie-eenheid. In deze gevallen wordt van een operon gesproken en het mRNA als  polycistronisch aangeduid.
In eukaryotische genen wordt het open leesraam vaak door introns onderbroken, die tijdens de mRNA-vorming gespliced worden. Door de alternatieve splicing wordt zo de vorming van een veelvoud van proteïne-isovormen mogelijk.

## Upstream open leesraam
Een upstream open leesraam (uORF) is een open leesraam binnen de 5' UTR-regio van een mRNA. Translatie van een upstream open leesraam verhindert de downstream-expressie van het primaire open leesraam.  Bij bacteriën worden upstream open leesramen signaalpeptiden genoemd en werden oorspronkelijk ontdekt op grond van hun invloed op de genregulatie van genen die betrokken zijn bij de vorming of transport van aminozuren.
Bij mensen werden peptiden gevormd door upstream open leesramen vastgesteld met een massaspectrometer.

## Frameshiftmutatie
Bij een frameshiftmutatie wordt het leesraam verschoven. Het eiwit, het product van dit gen, zal vanaf deze mutatie geheel veranderd zijn en meestal geen functie meer kunnen vervullen. Als er door een puntmutatie, een zogenaamde een indel, één nucleotide tussenuit het open leesraam wordt gehaald (of ingevoegd) zal de betekenis van de navolgende code geheel verstoord raken: vanaf dat punt zullen volstrekt andere aminozuren worden ingevoegd. Ook het stopcodon zal op een ander punt komen te liggen. Meestal is dit eerder: een prematuur stopcodon oftewel premature termination codon, PTC. Meestal is een frameshift het gevolg van een mutatie die één enkele nucleotide in het DNA invoegt of weglaat. Dit wordt een indel genoemd. Veel pseudogenen zijn het gevolg van frameshiftmutaties.